# نولنسویل (تنسی)
نولنسویل(به انگلیسی: Nolensville) شهری در ایالت تنسی کشور ایالات متحده آمریکا است که جمعیت آن در سرشماری سال ۲۰۱۰ میلادی، ۵٬۸۶۱ نفر بوده‌است.